# جف مانوکیان
جف مانوکیان (ارمنی: Ջեֆ Մանուկյան؛ ۲۴ نوامبر ۱۹۵۳ – ۱۰ ژوئیهٔ ۲۰۲۱) آهنگساز، نوازنده پیانو و رهبر ارکستر ارمنی‌تبار اهل ایالات متحده آمریکا بود. مانوکیان مشترکاً جایزه نخست در رقابت بین‌المللی پینو انجمن مربیان پیانو جهان را کسب نمود.

## زندگی‌نامه
وی در ۲۴ نوامبر ۱۹۵۳ در سالت لیک سیتی به دنیا آمد . وی در ۱۰ ژوئیهٔ ۲۰۲۱ در سن ۶۷ سالگی در سالت لیک سیتی درگذشت.

## یادداشت
1. ↑  2017 International Piano Competition of the World Piano Teachers Association